# Алберт Ворн
Алберт Ворн (нід. Albert Voorn, 23 травня 1956) — нідерландський вершник.
Срібний призер Олімпійських Ігор 2000 року в індивідуальному конкурі.